# The Legend of Korra (trò chơi điện tử)
The Legend of Korra là một trò chơi điện tử hành động được phát triển bởi PlatinumGames và phát hành bởi Activision. Trò chơi dựa trên loạt phim hoạt hình Mỹ cùng tên, do Nickelodeon sản xuất, và lấy bối cảnh giữa phần hai và ba của loạt phim.

## Phát hành
Trò chơi được phát hành vào tháng 10 năm 2014 trên các nền tảng Microsoft Windows, PlayStation 3, PlayStation 4, Xbox 360 và Xbox One thông qua hình thức tải kỹ thuật số.

## Lối chơi
Người chơi điều khiển Avatar Korra trong một trải nghiệm hành động góc nhìn thứ ba. Korra có khả năng sử dụng cả bốn nguyên tố: thủy, thổ, hỏa và khí. Mỗi nguyên tố có phong cách chiến đấu và kỹ năng riêng, cho phép người chơi chuyển đổi linh hoạt để chiến đấu với kẻ thù và vượt qua chướng ngại vật. Trò chơi cũng có các phân đoạn cưỡi thú và các mini-game, bao gồm cả trò pro-bending.

## Cốt truyện
Câu chuyện diễn ra ngay sau phần hai của loạt phim. Korra bị mất sức mạnh ngự thuật do bị một nhóm người phản Avatar tấn công. Trong hành trình khôi phục lại năng lực, cô khám phá âm mưu của một kẻ phản diện cổ xưa có khả năng chi phối tinh linh và thách thức trật tự tự nhiên của thế giới.

## Đánh giá
The Legend of Korra nhận được đánh giá trái chiều từ giới phê bình. Trò chơi được khen ngợi về đồ họa mang phong cách hoạt hình trung thành với nguyên tác, hệ thống chiến đấu thú vị, và âm thanh lồng tiếng do dàn diễn viên gốc đảm nhận. Tuy nhiên, trò chơi cũng bị chỉ trích vì thời lượng ngắn, cốt truyện đơn giản và thiếu chiều sâu trong thiết kế màn chơi.